# Ito
L'ito és una llengua que es parla a l'estat de Akwa Ibom, al sud-est de Nigèria. Es parla a la LGA d'Akamkpa.
L'ito és una llengua de la subfamília lingüística de les llengües del baix Cross, que formen part de les llengües Benué-Congo. Està íntimament relacionada amb les llengües ibuoro, itu mbon uzo i nkari.
L'etnologue xifra que el 1988 hi ha 5.000 parlants d'ibuoro.
El 90% dels ito-parlants són seguidors de les religions cristianes. El 12% pertanyen a esglésies evangèliques, el 30% són protestants, el 30% catòlics i el 40% són d'esglésies independents. El 10% restant són seguidors de religions tradicionals africanes.